# Liste des députés de la préfecture de Kyoto
Cette page liste les membres de la Chambre des représentants du Japon élus dans les circonscriptions de la préfecture de Kyoto.

## 41elégislature(1996-2000)
Au cours de la 41e législature, les députés de la préfecture de Kyoto furent les suivants :
| Circonscription | Député | Député             | Parti politique |
| --------------- | ------ | ------------------ | --------------- |
| 1re             |        | Bunmei Ibuki       | PLD             |
| 2e              |        | Mikio Okuda (ja)   | PLD             |
| 3e              |        | Iwao Teramae (ja)  | PCJ             |
| 4e              |        | Hiromu Nonaka (ja) | PLD             |
| 5e              |        | Sadakazu Tanigaki  | PLD             |
| 6e              |        | Kazuya Tamaki (ja) | Shinshintō      |

## 42elégislature(2000-2003)
Au cours de la 42e législature, les députés de la préfecture de Kyoto furent les suivants :
| Circonscription | Député | Député                 | Parti politique |
| --------------- | ------ | ---------------------- | --------------- |
| 1re             |        | Bunmei Ibuki           | PLD             |
| 2e              |        | Seiji Maehara          | PDJ             |
| 3e              |        | Shigehiko Okuyama (ja) | PLD             |
| 4e              |        | Hiromu Nonaka (ja)     | PLD             |
| 5e              |        | Sadakazu Tanigaki      | PLD             |
| 6e              |        | Yoshiaki Hishida (ja)  | PLD             |

## 43elégislature(2003-2005)
Au cours de la 43e législature, les députés de la préfecture de Kyoto furent les suivants :
| Circonscription | Député | Député                | Parti politique |
| --------------- | ------ | --------------------- | --------------- |
| 1re             |        | Bunmei Ibuki          | PLD             |
| 2e              |        | Seiji Maehara         | PDJ             |
| 3e              |        | Kenta Izumi           | PDJ             |
| 4e              |        | Hideo Tanaka (ja)     | PLD             |
| 5e              |        | Sadakazu Tanigaki     | PLD             |
| 6e              |        | Kazunori Yamanoi (ja) | PDJ             |

## 44elégislature(2005-2009)
Au cours de la 44e législature, les députés de la préfecture de Kyoto furent les suivants :
| Circonscription | Député | Député                 | Parti politique |
| --------------- | ------ | ---------------------- | --------------- |
| 1re             |        | Bunmei Ibuki           | PLD             |
| 2e              |        | Seiji Maehara          | PDJ             |
| 3e              |        | Kenta Izumi            | PDJ             |
| 4e              |        | Yasuhiro Nakagawa (ja) | PLD             |
| 5e              |        | Sadakazu Tanigaki      | PLD             |
| 6e              |        | Kazunori Yamanoi (ja)  | PDJ             |

## 45elégislature(2009-2012)
Au cours de la 45e législature, les députés de la préfecture de Kyoto furent les suivants :
| Circonscription | Député | Député                | Parti politique |
| --------------- | ------ | --------------------- | --------------- |
| 1re             |        | Tomoyuki Taira (ja)   | PDJ             |
| 2e              |        | Seiji Maehara         | PDJ             |
| 3e              |        | Kenta Izumi           | PDJ             |
| 4e              |        | Keirō Kitagami (ja)   | PDJ             |
| 5e              |        | Sadakazu Tanigaki     | PLD             |
| 6e              |        | Kazunori Yamanoi (ja) | PDJ             |

## 46elégislature(2012-2014)
Au cours de la 46e législature, les députés de la préfecture de Kyoto furent les suivants :
| Circonscription | Député | Député                | Parti politique |
| --------------- | ------ | --------------------- | --------------- |
| 1re             |        | Bunmei Ibuki          | PLD             |
| 2e              |        | Seiji Maehara         | PDJ             |
| 3e              |        | Kensuke Miyazaki (ja) | PLD             |
| 4e              |        | Hideyuki Tanaka (ja)  | PLD             |
| 5e              |        | Sadakazu Tanigaki     | PLD             |
| 6e              |        | Kazunori Yamanoi (ja) | PDJ             |

## 47elégislature(2014-2017)
Au cours de la 47e législature, les députés de la préfecture de Kyoto furent les suivants :
| Circonscription | Député | Député                | Parti politique | Mandat    |
| --------------- | ------ | --------------------- | --------------- | --------- |
| 1re             |        | Bunmei Ibuki          | PLD             |           |
| 2e              |        | Seiji Maehara         | PDJ             |           |
| 3e              |        | Kensuke Miyazaki (ja) | PLD             | 2014-2016 |
| 3e              |        | Kenta Izumi           | PDP             | 2016-2017 |
| 4e              |        | Hideyuki Tanaka (ja)  | PLD             |           |
| 5e              |        | Sadakazu Tanigaki     | PLD             |           |
| 6e              |        | Kazunori Yamanoi (ja) | PDJ             |           |

## 48elégislature(2017-2021)
Au cours de la 48e législature, les députés de la préfecture de Kyoto furent les suivants :
| Circonscription | Député | Député               | Parti politique |
| --------------- | ------ | -------------------- | --------------- |
| 1re             |        | Bunmei Ibuki         | PLD             |
| 2e              |        | Seiji Maehara        | SE              |
| 3e              |        | Kenta Izumi          | PE              |
| 4e              |        | Hideyuki Tanaka (ja) | PLD             |
| 5e              |        | Tarō Honda (ja)      | PLD             |
| 6e              |        | Hiroshi Andō (ja)    | PLD             |

## 49elégislature(2021-2024)
Au cours de la 49e législature, les députés de la préfecture de Kyoto furent les suivants :
| Circonscription | Député | Député                | Parti politique |
| --------------- | ------ | --------------------- | --------------- |
| 1re             |        | Yasushi Katsume (ja)  | PLD             |
| 2e              |        | Seiji Maehara         | PDP             |
| 3e              |        | Kenta Izumi           | PDC             |
| 4e              |        | Keirō Kitagami (ja)   | SE              |
| 5e              |        | Tarō Honda (ja)       | PLD             |
| 6e              |        | Kazunori Yamanoi (ja) | PDC             |

## 50elégislature(depuis 2024)
Au cours de la 50e législature, les députés de la préfecture de Kyoto sont les suivants :
| Circonscription | Député | Député                | Parti politique |
| --------------- | ------ | --------------------- | --------------- |
| 1re             |        | Yasushi Katsume (ja)  | PLD             |
| 2e              |        | Seiji Maehara         | Ishin           |
| 3e              |        | Kenta Izumi           | PDC             |
| 4e              |        | Keirō Kitagami (ja)   | SE              |
| 5e              |        | Tarō Honda (ja)       | PLD             |
| 6e              |        | Kazunori Yamanoi (ja) | PDC             |